# Garnison de Macao
La garnison de Macao (中國人民解放軍駐澳門部隊) est une composante de l'armée populaire de libération de République populaire de Chine, responsable de la défense de la région administrative spéciale de Macao depuis la rétrocession à la Chine en 1999.
Elle stationne entre 500 et 600 soldats à Macao, principalement en tant que présence symbolique pour souligner la souveraineté chinoise. Le reste de la garnison, forte de 1 200 hommes, réside juste de l'autre côté de la frontière chinoise à Zhuhai.
Bien que la loi fondamentale de Macao stipule que le gouvernement de la région administrative spéciale peut « si nécessaire » demander au gouvernement central d'autoriser la garnison à aider au maintien de l'ordre public ou aux secours en cas de catastrophe, le chef de l'exécutif Edmund Ho déclare que, conformément à la loi fondamentale, la garnison ne jouera aucun rôle dans la sécurité intérieure. Elle reste relativement discrète, ses soldats portent généralement des vêtements civils lorsqu'ils sont hors de la base et ne se livrent pas à des activités commerciales.

## Mission
Selon la loi sur le stationnement des troupes dans la région administrative spéciale de Macao (ou loi sur la garnison de Macao, adoptée par le comité permanent de l'armée populaire de libération le 28 juin 1999), la mission de l'armée à Macao est de défendre la région administrative spéciale en « prévenant et résistant à l'agression, assurer la sécurité de Macao, entreprendre des services de défense, gérer les installations militaires, et gérer les affaires militaires étrangères connexes ». L'armée populaire de libération peut également être sollicitée par le chef de l'exécutif pour aider à maintenir l'ordre public et participer aux efforts de secours en cas de catastrophe. Les membres de la garnison sont principalement des troupes terrestres.

### TyphonHatoen 2017

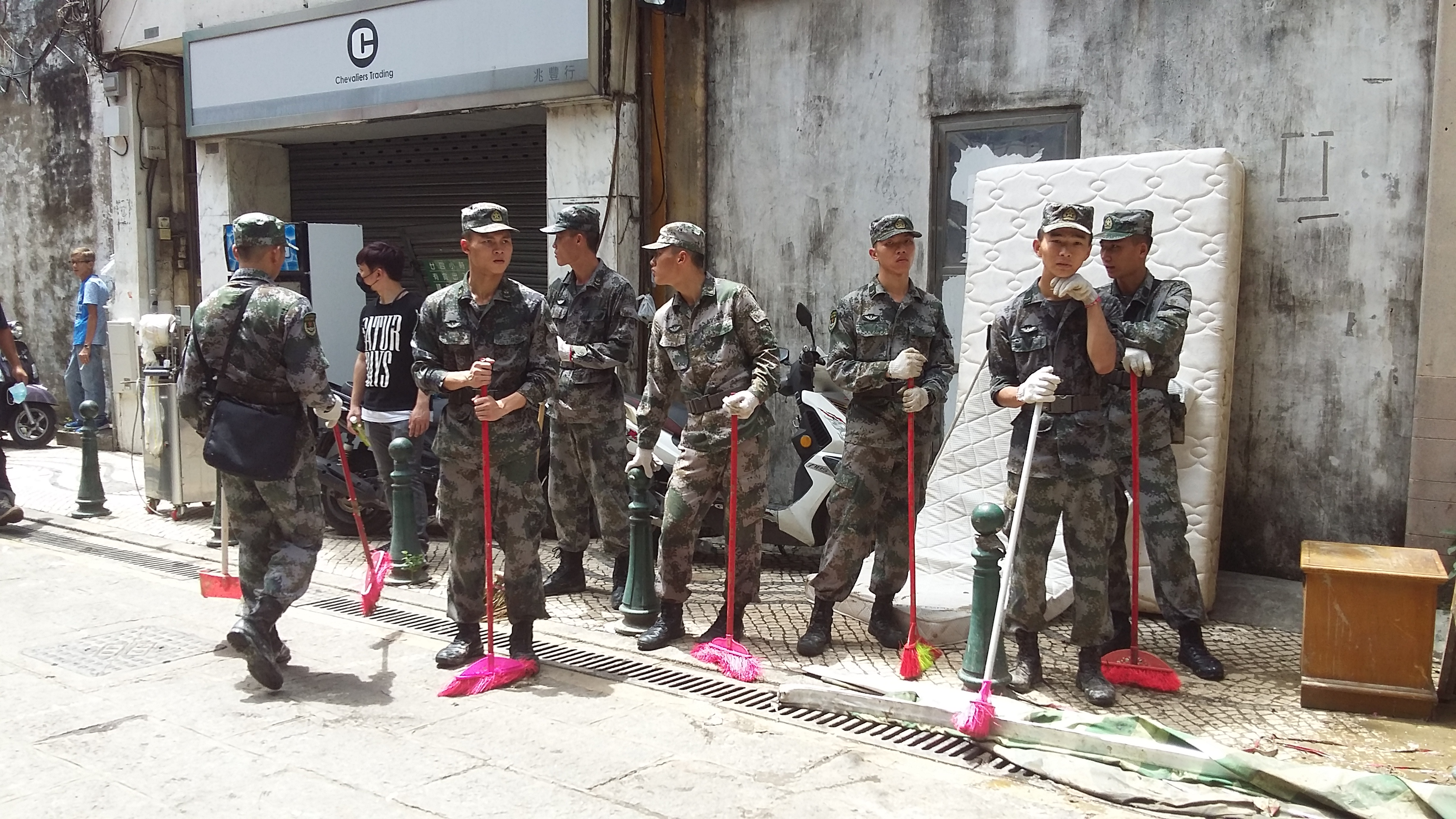
Des soldats de la garnison de l'armée populaire de libération de Macao nettoient les rues de la ville après le passage du typhon Hato.

À la demande du gouvernement de Macao, la garnison de l'armée populaire de libération est déployée pour aider aux secours à la suite du passage du typhon Hato en août 2017, ce qui est une première dans les affaires intérieures de l'histoire de Macao. Environ 1 000 soldats sont mobilisés pour aider à enlever les débris et dégager les routes.

## Organisation

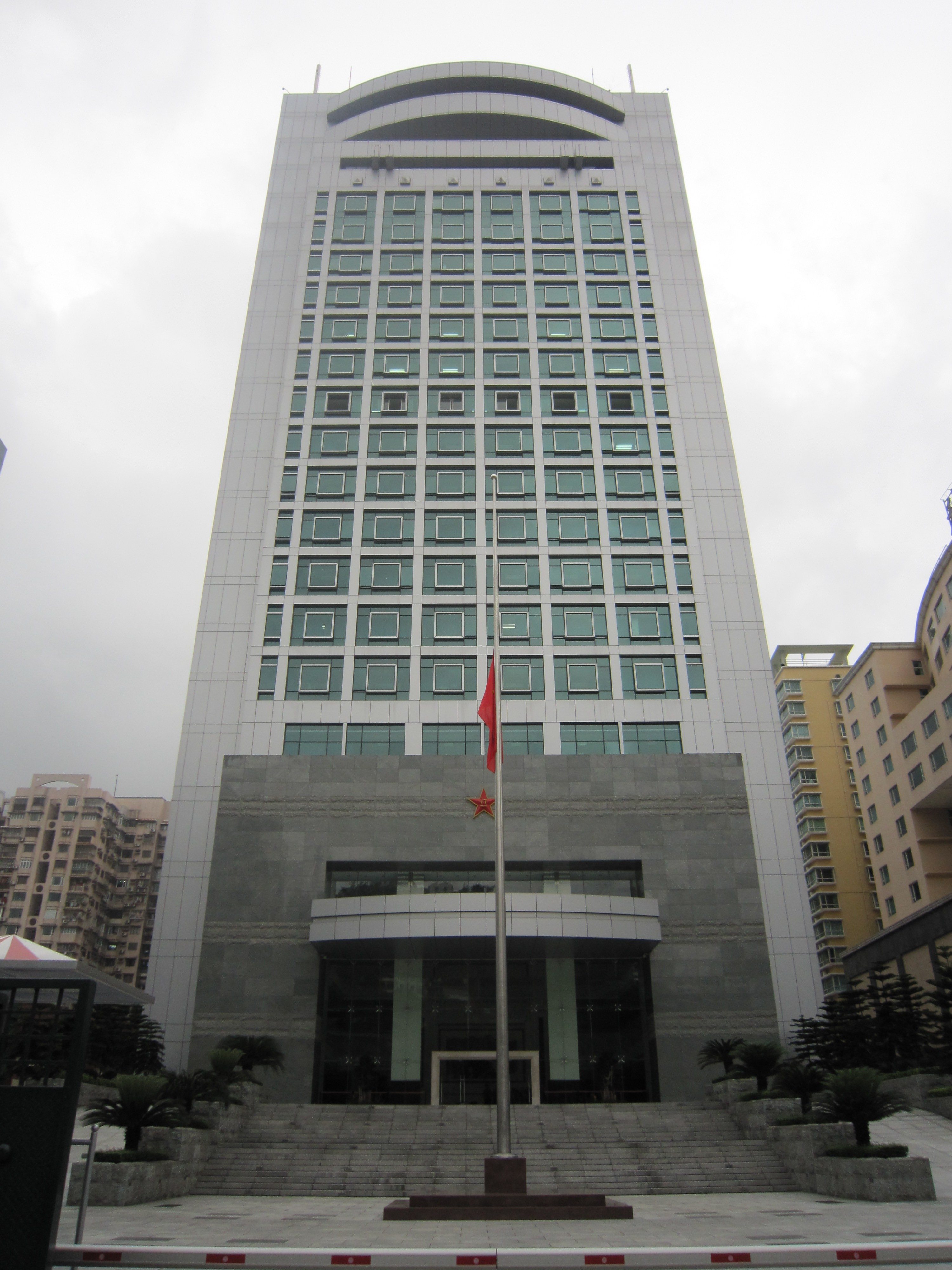
Siège de la garnison de Macao.

La garnison de Macao est sous le commandement et le contrôle de la texte=Commission militaire centrale, sous la supervision opérationnelle du Commandement du théâtre sud (en), et son budget est administré par le gouvernement central à Pékin.
Commandants de garnison
- Major-général Liu Yuejun (en) 1999–2002
- Major-général Liu Lianhua 2002–2008
- Major-général Wang Yuren 2008–2010
- Major-général Zhu Qingsheng 2010–2014
- Major-général Wang Wen 2014–2018
- Major-général Liao Zhengrong 2018
- Major-général Xu Liangcai (en) 2019–aujourd'hui

Commissaires politiques
- Major-général He Xianshu 1999–2001
- Major-général Liu Liangkai 2001–2003
- Major-général Yang Zhongmin 2003–2006
- Major-général Li Wenchao 2006–2007
- Major-général Zhao Cunsheng 2007–2008
- Major-général Xu Jinlin 2008–2013
- Major-général Ma Biqiang 2013–2014
- Major-général Zhang Zhimeng 2014–2017
- Major-général Zhou Wugang 2017–aujourd'hui

## Unités
- 1 infanterie motorisée
- 1 compagnie blindée

## Équipement
| Modèle      | Type                                                                                   | Nombre | Dates       | Fabricant                  | Détails                                                                                                  |
| ----------- | -------------------------------------------------------------------------------------- | ------ | ----------- | -------------------------- | --- |
| ZFB-91 (en) | Transporteur de troupes blindé à 6 roues (véhicule de sécurité intérieure/anti-émeute) | 10     | Années 1980 | Norinco                    | Avec mitrailleuse de 12,7 mm                                                                             |
| BJ2020S     | Véhicule utilitaire                                                                    | N/A    | N/A         | Beijing Benz               | Variante du UAZ469B soviétique                                                                           |
| EQ2102 (en) | Camion de transport de troupes et de cargaison                                         | N/A    | N/A         | Dongfeng Motor Corporation | |
| EQ2081/2100 | Camion utilitaire                                                                      | N/A    | N/A         | Dongfeng Motor Corporation | (anciennement EQ240 et probablement des variantes chinoises du Zil 131) et d'autres véhicules de soutien |
| Type 88     | Fusil de précision de 5,8 mm                                                           | N/A    | N/A         | Norinco                    | |
| QBZ-95      | Fusil d'assaut automatique de 5,8 mm                                                   | N/A    | N/A         | Norinco                    | |

## Bases
La garnison est temporairement stationnée au Edificação Long Cheng de 11 étages avant d'être relocalisée sur Taipa parmi les nouveaux casinos de Cotai (Estrada da Baía de Nossa Sra. da Esperança en face du Venetian et du Galaxy Macao).
Il y a plus de troupes à la caserne de Zhuhai.